# Mostecká aféra
Mostecká aféra nazývaná někdy též „mostecká špionážní aféra“ (případně krycím označením „akce Sever“) byla komunisty zinscenovaná provokace, na jejímž vzniku se podílely složky ministerstva vnitra a obranného zpravodajství. Časově předcházela „vítěznému“ únoru 1948. Podstatou provokace bylo vytvoření fiktivní ilegální skupiny Sever (se dvěma složkami: pražskou a mosteckou) ovládané již od počátku provokatéry z řad StB. Protistátní skupina Sever měla sdružovat s politickou situací nespokojené účastníky druhého odboje, jakož i příslušníky československé brigády v SSSR, a jejím „cílem“ mělo být zorganizování protikomunistického puče. Po jejím „odhalení“ měla být nelegální skupina dána do souvislosti s konkrétní politickou stranou – stranou národně socialistickou.
Tato aféra již v lednu 1948 byla předmětem tajného zasedání vlády, při němž došlo k ostré hádce ministra vnitra Václava Noska (KSČ) s ministrem spravedlnosti Prokopem Drtinou (Československá strana národně socialistická). Ministr Prokop Drtina předložil důkazy, že jde o komunistickou provokaci podobnou Krčmaňské aféře a navrhoval ustanovení komise ministrů, která by prověřila „podezřelé“ aktivity ministerstva vnitra. Vinou odporu komunistů ale tento návrh neprošel.
Přesto odstartovaná mostecká špionážní aféra vedla k výměně nekomunistických velitelů SNB, vyústila v zatýkání a mučení desítek vojáků (bývalých partyzánů), jakož i ideových či jen potenciálních názorových odpůrců. Za hlavní osobu mostecké špionážní aféry byl označen nesmiřitelný odpůrce komunismu Pravomil Raichl – bývalý samopalník československého armádního sboru v SSSR. Dne 20. února 1948 předložil ministr národní obrany Ludvík Svoboda, předseda vlády Klement Gottwald a ministr vnitra Václav Nosek na Pražském hradě prezidentu Edvardu Benešovi návrh na obměnu vlády, do níž údajně pronikli špioni.

## Rozehrání
Mosteckou špionážní aféru připravila tajná policie ve spolupráci s vojenským obranným zpravodajstvím a použila při ní dlouho sledovanou osobu Pravomila Raichla, který prošel sovětskými gulagy, kritizoval komunisty již na východní frontě a po druhé světové válce se netajil svými protikomunistickými postoji. Aféra byla psychologicky založena na tom, že Pravomil Raichl (vězeň sovětských pracovních lágrů na Sibiři, hrdina bojů proti nacistům z východní fronty a syn zakládajícího člena KSČ) toužil aktivně vystupovat proti rodícímu se komunistickému režimu. Byl proto nakontaktován dvojicí tajných agentů. Edy a Thony se vydávali za americké zpravodajské důstojníky, kteří oficiálně pátrali po letcích US Air Force, kteří zahynuli v bojích nad územím Československa. Agenti Raichlovi tvrdili, že vědí o nespokojenosti části velitelů československé armády s politickým vývojem v Československu a že mohou těmto lidem obstarat zbraně i finanční prostředky. Agenti Edy a Thony Raichla postupně ujišťovali v tom, že americká strana je připravena protikomunistické aktivity podpořit politicky, materiálně i finančně a slíbili dokonce i dodání většího množství německých samopalů, dva těžké a 32 lehkých kulometů (z bývalých skladů wehrmachtu).

## Průběh
Důvěřivý Pravomil Raichl se nevědomky stal nástrojem v rukou přednosty Obranného zpravodajství (OBZ) Bedřicha Reicina a ministra vnitra Václava Noska (KSČ). Pravomil Raichl agentům uvěřil, dva týdny s nimi objížděl severozápadní Čechy a postupně je seznamoval se svými obdobně smýšlejícími přáteli z fronty. (Jednalo se hlavně o Podkarpatorusy a volyňské Čechy.) To, že Edyho a Thonyho provázel Raichl, povzbudilo Raichlovy přátele a oni sami hovořili o svých dalších známých z Chomutova, Chebu a Mariánských Lázní, kde zařizovali přechody lidí přes hranice.

## Finále
Když takto Raichl odhalil svoje kontakty a jejich protikomunistické aktivity a agenti Edy a Thony nashromáždili dostatek kompromitujících informací, došlo v sobotu 8. listopadu 1947 ráno k Raichlovu zatčení.
Probudil jsem se do světla rozsvícené baterky a hleděl do ústí hlavně! U mé postele stáli tři tajní z obranného zpravodajství. Byl jsem zvyklý spát s pistolí pod polštářem, a tak jsem po ní instinktivně sáhl. Jeden z nich byl ale rychlejší. Pažbou samopalu mne udeřil přes loket tak prudce, že mi zbraň vyletěla z ruky, a zaječel: ´Podívejte na tu svini, on by nás tady chtěl postřílet!´ Stačil jsem si ještě všimnout, že mi hodili jakousi aktovku pod postel. Mezitím mě ranami dostrkali do vedlejší místnosti, kde se u zdi bolestí kroutili moji kamarádi Olda Strouhal s Ivanem Pohoriliakem.
Pravomil Raichl, ,  
Podstrčená aktovka obsahovala falešné dokumenty o nalezištích uranu v Československu. I když neměl Pravomil Raichl o těchto skutečnostech žádnou povědomost, byly tyto podvržené dokumenty předkládány vyšetřovateli novinářům jako důkazy jeho viny. Postupně se rozjel řetěz zatýkání, při kterém bylo zatčeno i mnoho dalších (s vývojem v Československu) nespokojených lidí (z řad vojáků, inteligence a i komunistů), a to nejen Raichlových přátel, ale i těch, kteří neměli s Pravomilem Raichlem nic společného. Celá špionážní aféra byla veřejnosti prezentována v tom smyslu, že národní socialisté chystali (jako součást buržoazní reakce) vojenský převrat.

## Důsledky
Tato rozsáhlá provokace (zosnovaná StB a armádním obranným zpravodajstvím) byla načasována před Únor 1948 a Klement Gottwald ji následně využil jako svůj trumf v politickém boji proti nekomunistickým stranám, zejména proti národním socialistům. Bývalý válečný hrdina Pravomil Raichl byl komunistickým tiskem vláčen jako vlastizrádce. Ministr národní obrany Ludvík Svoboda označil Raichla ve svém tiskovém prohlášení z 20. února 1948 (po jednání s prezidentem Edvardem Benešem) za zbabělce a člověka, který se za války vyhýbal vojenské službě. To bylo v ostrém kontrastu se skutečností, že to byl právě Ludvík Svoboda, kdo svého bývalého spolubojovníka Raichla před několika lety hodnotil jako skvělého vojáka a podepisoval dekrety s Raichlovými vyznamenáváními za statečnost.
Propagandou zpracovaná veřejnost žádala pro aktéry mostecké špionážní aféry vysoké tresty, stejně tak jako demonstrace horníků a dělníků z Mostecka, kteří požadovali pro zrádce národa co nejtvrdší potrestání. Přelíčení – první komunistický monstrproces – probíhal na Pankráci od 5. května 1948 do 11. května 1948 a vynesl tři rozsudky smrti: Štefan Karlánek za úklady proti republice, Pavel Babec a Pravomil Raichl jako duchovní vůdci odbojových skupin mostecké špionážní aféry. Prezident Edvard Beneš odmítl rozsudky smrti podepsat, a tak byly tresty změněny na doživotí.  V soudním procesu „Pravomil Raichl a spol.“ bylo obžalováno celkem 22 lidí, padly tři tresty smrti (změněné na doživotí) a zbytek obžalovaných byl buď zproštěn viny nebo odešel s trestem do tří let věznění.

## Závěr
Pravomil Raichl prošel vězněním v sovětských kriminálech a sibiřských lágrech, v nichž byla hrubost a neúcta k lidskému životu zcela normální. Ale oproti sibiřským gulagům pravé peklo zažil až v komunistických věznicích.
Avšak teprve Bory, Vojna či Leopoldov byly pro mne tou pravou životní univerzitou. Se skutečným sadismem jsem se setkal právě zde. Nejednoho vězně takové jednání přivedlo k šílenství i k sebevraždě. Gottwaldovo vedení mělo dvojí tvář. Tito „stavitelé ráje na zemi“ na veřejnosti pokrytecky hlásali krásnými slovy o světovém míru, svobodě, přátelství, a o „novém, lepším člověku“. Ale jejich proklamovaná „cesta ke komunismu“ byla od začátku lemována špatnými činy.
Pravomil Raichl, ,  
Mostecká špionážní aféra ukazuje, jak rychle se lidé mohou ocitnout v soukolí totalitních režimů různého typu a v různých dobách. Zároveň demonstruje stav, kdy v letech 1945 až 1948 – tedy před komunistickým převratem – se odehrávaly závažné zločiny: provokace, brutální výslechy, mučení, vazby bez uvedení důvodu či věznění lidí bez soudu, tedy zločiny, které předznamenaly brutalitu poúnorového režimu. Analýza událostí před 25. únorem 1948 odhaluje, že šlo o dlouhodobě připravovaný násilný komunistický převrat s využitím důmyslných provokací i tzv. „volavčích sítí“. 

## Dovětek
- Mostecká špionážní aféra jen otevřela dveře následné, ale mnohem důmyslnější provokaci, jíž byla tzv. akce Kameny.[2]

- Pravomil Raichl (odsouzený na doživotí) uprchl za dramatických okolností v roce 1952[1] z leopoldovské věznice.[2] Po složitých životních peripetiích se nakonec usadil v Kanadě.[2] Zemřel 25. února 2002 v Plzni.[2]